# Kalcinacija
Kalcinacija je termična obdelava, pri kateri homogenizirano prašno mešanico toplotno obdelamo v peči. 
Glavni nameni tega postopka so:
- Odstranitev vode, ogljikovega dioksida iz karbonatov in morebitnih hlapljivih nečistoč.
- Nastanek želene spojine oz. trdne raztopine s termokemično reakcijo med komponentami.
- Zmanjšati volumski skrček pri kasnejšem procesu sintranja.

Temperatura kalcinacije mora biti dovolj visoka, da reakcija poteče v celoti in hkrati dovolj nizka, da ne pride do proccesa sintranja in da lahko nastali produkt kasneje zmeljemo. Previsokim temperaturam se moramo izogniti predvsem kadar imamo opravka s hapljivimi oksidi. Temperaturni program določimo empirično.